# Conus maya
Espèce
Conus maya' est une espèce de mollusques gastéropodes marins de la famille des Conidae.
Comme toutes les espèces du genre Conus, ces escargots sont prédateurs et venimeux. Ils sont capables de « piquer » les humains et doivent donc être manipulés avec précaution, voire pas du tout.

## Description
La taille de la coquille varie entre 28 mm et 32 mm.

## Distribution
Cette espèce est présente dans la mer des Caraïbes au large du Yucatán.

## Taxonomie

### Publication originale
L'espèce Conus maya a été décrite pour la première fois en 2011 par les malacologistes américains Edward James Petuch (d) et Dennis M. Sargent (d) dans « Visaya »,.

### Synonymes
- Conus (Dauciconus) maya (Petuch & Sargent, 2011) · appellation alternative
- Dauciconus maya (Petuch & Sargent, 2011) · non accepté
- Gradiconus maya Petuch & Sargent, 2011 · non accepté (combinaison originale)